# Gilles de Retz
Gilles de Retz (även Gilles de Rais), född 1404 eller 1405, död 26 oktober 1440 i Nantes, var en fransk greve, krigshjälte och en av världens första kända seriemördare. Han antas ha tagit livet av bortåt 200 unga flickor och pojkar.

## Krigshjälten
Gilles de Retz kämpade med Frankrikes nationalhelgon Jeanne d'Arc vid belägringen av Orléans under Hundraårskriget i striden mot engelsmännen, och blev också en av hennes närmaste vänner. Så småningom blev Jeanne d'Arc anklagad för kätteri och häxeri och avrättades.
Gilles de Retz belönades för sina bedrifter på slagfältet genom att utses till marskalk av Frankrike. Han var då 24 år gammal.
Den stilige, unge hjälten var en populär figur i den franska eliten. Han deltog i en pjäs om erövringen av Orléans, där Jeanne d'Arcs insats tonades ned och de Retz spelade sig själv på teaterscenen i en handling som upphöjde honom till helgon. Pjäsen blev ett fiasko och de Retz drog sig tillbaka från offentligheten.

## Svartkonst och människooffer
de Retz började nu flytta runt mycket. Han hade 24 gods på olika ställen i Frankrike. Han hävdade livet ut att han var en troende kristen, men i sin tillbakadragna tillvaro hade han börjat intressera sig för svartkonst. Han tog hjälp av en präst vid namn François Prelati för att genomföra sina komplicerade riter. Gilles de Retz började även använda sig av människooffer. Unga, oskuldsfulla flickor eller pojkar ansågs allmänt vara lämpligast. Under dessa makabra mord upptäckte de Retz att själva dödandet gav honom en större upplevelse än de dramatiska riterna. Det rinnande blodet och offrens klagoskrik gjorde honom oerhört upphetsad.

## Upptäckt och avrättning
Så småningom började rykten snurra runt enstöringen de Retz. Till slut blev skvallret så högljutt att kyrkans män, som tidigare beskyddat de Retz, såg sig tvungna att företa en undersökning. Jean, biskop av Nantes, utsågs att söka reda på sanningen. Han var en hårdför man, och lät ingen misstänkt slippa undan förrän de talat ut om vad de visste. Snart hade biskopen ur de Retz tjänare fått fram den ena fasansfulla historien efter den andra. Den 13 september 1440 greps Gilles de Retz och anklagades för barnamord och svartkonst.
De Retz erkände allt, men menade ändå att han fortfarande var en god kristen, och att han tvingats till morden av någon ond kraft. Den 26 oktober 1440 blev Gilles de Retz avrättad genom hängning och hans kropp brändes sedan på bål.

## Legender och sagofigurer
Gilles de Retz hade nu blivit samma sorts sagoaktiga skräckfigur som Dracula blev på sin tid. Historier om de Retz som vampyr och häxmästare berättades som vandringssägner. Han har möjligen också stått modell för Blåskägg i Gåsmors sagor. Brittiska extrem metal-bandet Cradle of Filths åttonde studioalbum Godspeed on the Devil's Thunder handlar om honom och hans mord. Celtic Frosts black metal-melodi "Into the Crypts of Rays" besjunger Retz gärningar.